# Naukšēni kommun
Naukšēni kommun (lettiska: Naukšēnu novads) var en kommun i Lettland. Den låg i den norra delen av landet, 130 km nordost om huvudstaden Riga. Antalet invånare var 2 316. Arean var 281 kvadratkilometer.
2021 slogs kommunen samman med Valmiera kommun.
Följande samhällen fanns i Naukšēnu novads:
- Naukšēni